# Youth Leadership
Youth Leadership ist ein pädagogisches Programm, welches in fast allen englischsprachigen Ländern existiert. Es fördert das Lernen durch Handeln und wird der Demokratieerziehung zugerechnet.

## Nähere begriffliche Eingrenzung
Die Idee ist, Jugendliche so auszubilden, dass sie in der Lage sind, Projekte – zum Beispiel in ihrer Gemeinde – zu initiieren und zu führen und, wenn sie zum Weiterführen des Projekts nicht mehr in der Lage sind, andere Jugendliche soweit auszubilden, dass diese dann an ihrer Stelle das Projekt weiterführen können. Projekte, die zum Beispiel durch Service Learning in der Schule entstanden sind, können dann durch diese ausgebildeten Jugendlichen weitergeführt werden.
Erklärte Ziele der Leadership-Programme sind:
- die systematische Förderung und Entwicklung des gesellschaftlichen Potenzials zur demokratischen Führung;
- die Entwicklung eines selbstreflektiven und selbstkritischen Führungsbewusstseins bei jungen Menschen;
- die Förderung von selbstbewussten und selbstverantwortetem Handeln;
- die Vermittlung der zur Ausübung von Leadership notwendigen Grundfertigkeiten;
- die Übergabe von Verantwortung an junge Menschen und die Rückmeldung über ihre Leistungsfähigkeit.

## Vergleichbares zu Youth Leadership außerhalb der englischsprachigen Staaten
In Deutschland findet man bei den Pfadfindern, bei Gruppenleitern der Jugendfeuerwehr, bei christlichen Gruppen, bei politischen Parteien ähnliches in der Ausbildung der Führungsfähigkeit von Gruppen, aber weniger in den Nichtregierungsorganisationen, Gemeinden bzw. Stadtteilen und eigentlich gar nicht in Schulen.
Zum Beispiel basiert das KIDS-Projekt von Speakers Corner München methodisch auf Toastmasters Internationales Youth-Leadership-Programm.